# 任凤苞旧居
任凤苞旧居建于1911年，于1921年改建，是著名地方志收藏家、原中华民国全国铁路协会评议员、原金城银行董事、中南银行董事、盐业银行董事长、四行储蓄会与四行信托部执行委员任凤苞在天津的故居，位于当时的天津法租界的萨工程师路（Rue Sabouraud）（今天津市和平区山西路186号）。该建筑现为一般保护等级历史风貌建筑。

## 建筑风格
任凤苞旧居为二层砖木结构楼房，顶部为多坡红瓦坡顶，上开天窗，外立面为水泥抹灰拉毛墙面，局部为红砖清水。建筑入口处设有拱形门洞，整个建筑外立面的中部凸起，上方设有三角雨厦。建筑二层右侧夹角设有水泥护栏阳台。该建筑是一座西欧庭院式别墅住宅。